# Чикаленко, Евгений Харлампиевич
Евге́ний Харла́мпиевич Чикале́нко (укр. Євген Харлампійович Чикаленко; 9 [21] декабря 1861, село Перешоры, Херсонская губерния — 20 июня 1929, Прага) — украинский общественный деятель, националист, меценат украинской культуры, издатель, публицист, землевладелец и агроном.

## Биография
Образование получил в Харьковском университете (естественный отдел), где был активным участником студенческой общины и драгомановского радикального кружка, за участие в котором в 1884 году был арестован и находился 5 лет под надзором полиции в селе Перешоры.

После смерти отца хозяйствовал в своём родовом имении, добился хорошего урожая.

Пишет свою книгу «Разговоры о сельском хозяйстве», своеобразную сельскохозяйственную энциклопедию, которая потом полумиллионным тиражом вышла в Одессе, а затем и в Санкт-Петербурге.

В 1894 году переехал в Одессу, а в 1900 году — в Киев, где включился в общественную жизнь.

Был меценатом различных начинаний: на его деньги издан «Русско-украинский словарь» М. Ф. Комарова (Уманец) (Львов, 1893—1898), он помогал журналу «Киевская старина», давая награду (1000 руб) за лучшую написанную историю Украины и оплачивал гонорары за украинские произведения литературы, которые печатались в «Киевской Старине»; организовал при Научном обществе имени Тараса Шевченко во Львове фонд имени Д. Л. Мордовцева (Мордовца) для помощи украинским писателям, финансировал еженедельник Революционной украинской партии «Крестьянин» во Львове, стал главным основателем «Академического Дома» во Львове (25 000 руб).

Был активным членом «Старой Громады» (с 1900), Общей Беспартийной Демократической Организации Украинских демократических партии (с 1904), украинской Демократическо-Радикальной Партии (с 1905 г.) 1908 года был инициатором создания Общества украинских прогрессистов и фактически являлся его главой.

Наибольший вклад в развитие национального сознания внёс при помощи фонда (при поддержке В. Ф. Симиренко и Л. Н. Жебунёва) единых украинских дневников на Приднепровье — «Громадська Думка» (1906) и «Рада» (1906—1914).

Во время Первой мировой войны скрывался от преследования полиции в Финляндии, Петрограде, Москве, с началом революции 1917 года вернулся в Киев, но участия в политической жизни Киева не принимал.

В январе 1919 года уехал в Галицию (где впоследствии его интернировали поляки). С 1920 года находился в Рабенштайне (Австрия).

Будучи в эмиграции, жил в большой бедности. Украинская нью-йоркская газета «Свобода» даже объявляла сбор средств на его лечение.

С 1925 года возглавлял Терминологическую Комиссию при Украинской Хозяйственной Академии в Подебрадах (Чехословакия).
Скончался в 1929  году в больнице в Праге (Чехословакия).
В соответствии с завещанием, просил прах развеять в родном селе Перешоры.

## Семья
- Первая жена Мария Викторовна (в девичестве Садык, † 1932) до 1909 года

Дети:
- Анна (1884—1964) — переводчик, в эмиграции, жена Зигмунда Келлера.
- Виктория (1887—1964) — переводчик, в эмиграции
- Лев (1888—1965) — археолог, политический деятель, в эмиграции.
- Пётр (1892—1928) — политический деятель, дипломат, репрессирован, умер в Курской пересыльной тюрьме.
- Иван (1902—1974) — публицист, был репрессирован, умер в СССР.

## Литературные труды
- брошюра «Разговор о сельском хозяйстве» (на укр. яз.)(1897)
- «Воспоминания» (I—II, Львов, 1925—1926);
- Чикаленко Є. Х. «Щоденник 1917—1919» (Львів, 1931);
- Чикаленко Є. «Спогади (1861—1907)». — Нью-Йорк: УВАН, 1955. — 504 с.
- Чикаленко Є. Х. «Щоденник (1907—1917)». — Львів: Червона калина, 1931. — 496 с